# الهيئة العربية للتصنيع
الهيئة العربية للتصنيع هيئة حكومية مصرية تتبع لرئاسة الجمهورية، وهي إحدى ركائز الصناعة العسكرية في مصر، حيث تشرف على تسعة مصانع عسكرية تنتج سلعًا مدنية وكذلك منتجات عسكرية. أنشئت عام 1975 بتعاون بين مصر وقطر والسعودية والإمارات؛ لبناء قاعدة تصنيع دفاع عسكري مشتركة والإشراف عليها. في عام 1993، قامت السعودية والإمارات بإعطاء مصر أسهمها في الهيئة التي بلغت قيمتها حينئذٍ 1.8 مليار دولار، فصارت الهيئة مملوكة بالكامل للحكومة المصرية. يعمل في الهيئة قرابة 19000 موظفًا منهم 1250 مهندسًا. تمتلك الهيئة بالكامل 12 مصنعًا وأسهمًا في مشروعين مشتركين، إلى جانب المعهد العربي للتكنولوجيا المتقدمة.
الهيئة العربية للتصنيع إحدى كبرى المؤسسات الصناعية في مصر، وتتمتع بعلاقات دولية متميزة في المجالات العسكرية والخدمات المدنية، والمؤسسة بالكامل ملكية خالصة لمصر الآن.

## التاريخ
أنشأت في 1975 لبناء قاعدة صناعية وتكنولوجية متقدمة. شارك في تأسيس الهيئة العربية للتصنيع مصر وقطر والسعودية والإمارات برأس مال يفوق مليار دولار. هذه البلدان أنشأت الهيئة لإنشاء صناعة الدفاع العربي المشتركة عن طريق الجمع بين مصر التي تحتوى على الإدارة وقوة العمل الصناعية مع البلدان العربية التي تحتوى على النفط والمال والتكنولوجيا الأجنبية، والجزء الأكبر من تصنيع الأسلحة كان من المقرر أن يجري في مصر.
تعمل الهيئة كمؤسسة مستقلة منذ 1979 وهى معفاة من الضرائب المصرية والقيود التجارية. تتألف الهيئة من تسع شركات، خمس مملوكة بالكامل مصر وأربعة مشاريع مشتركة. تقوم المصانع المصرية بتصنيع القذائف والصواريخ وأجزاء محركات الطائرات والمصفحات الناقلة للأفراد والالكترونيات والرادارات وصناعة الاتصالات والعتاد وتجميع الطائرات. هناك مشروعات مشتركة مع شركات فرنسية لتجميع المروحيات القتالية ومحركات الطائرات المروحية. هناك كذلك مشاريع مشتركة مع بريطانيا لتصنيع قذائف SwingFire المضادة للدبابات، كما أن هناك مشروع مع شركة كرايسلر لإنتاج سيارات جيب.

## المنشآت التابعة
جميع المنشآت التابعة لتلك المؤسسة موثقة عالميا بشهادتي أيزو 9000 وأيزو 14000 
| - مصنع الطائرات - مصنع المحركات - مصنع الألكترونيات - مصنع صقر للصناعات المتطورة - مصنع قادر للصناعات المتطورة | - مصنع حلوان للصناعات المتطورة - مصنع سيماف - مصنع أخشاب أبوزعبل - أتيكو - مصنع السماد العضوي - الشركة العربية للصناعات المتطورة | - الشركة العربية البريطانية للمروحيات - الشركة العربية البريطانية للمحركات - الشركة العربية البريطانية للصناعات الديناميكية - الشركة العربية الأمريكية للسيارات - الشركة العربية الألمانية للوحات المرورية المؤمنة | - مركز بحوث الطيران - المعهد العربي للتكنولوجيا المتقدمة - الشركة العربية للطاقة المتجددة - العربية الأفريقية للصناعات الطبية - الشركة العربية للمشروعات العقارية والسياحية |

## العلاقات الدولية والتعاونية
- مع الولايات المتحدة : General Electric و General Dynamics
- مع المملكة المتحدة : British Aerospace و Rolls-Royce Motors
- مع فرنسا : Dassault Aviation و NYCO
- مع كندا : De Havilland Canada

## رؤساء الهيئة
- مختار عبد اللطيف
- عبد المنعم التراس.[21]
- فريق / عبد العزيز سيف الدين.
- فريق / حمدي وهيبة.
- فريق / مجدي حتاتة.
- فريق / صلاح حلبي.
- فريق / إبراهيم العرابي.
- أستاذ / أحمد زندو.
- دكتور / أشرف مروان.

## وصلات خارجية
- الموقع الرسمي للهيئة العربية للتصنيع